# Huang Bowen
Huang Bowen (en chino tradicional: 黃博文; en chino simplificado: 黄博文; pinyin: Huáng Bówén; Changsha, Hunan, 13 de julio de 1987) es un exfutbolista chino que jugaba en la posición de centrocampista.

## Carrera

### Club
| Periodo   | Club                   | País          |
| --------- | ---------------------- | ------------- |
| 2004–2010 | Beijing Guoan          | China         |
| 2011–2012 | Jeonbuk Hyundai Motors | Corea del Sur |
| 2012–2021 | Guangzhou FC           | China         |

### Selección nacional
Jugó para China en 44 ocasiones de 2008 a 2018 y anotó tres goles; participó en la copa Asiática 2011.

## Logros

### Club
- Superliga de China: 2009, 2012, 2013, 2014, 2015, 2016, 2017, 2019
- K-League: 2011
- Liga de Campeones de la AFC: 2013, 2015
- Copa FA de China: 2012,[2] 2016[3]
- Supercopa de China: 2016, 2017, 2018

### Selección nacional
- Campeonato de Fútbol de Asia Oriental: 2010

### Individual
- Futbolista Chino Joven del año: 2008
- Equipo Ideal de la Superliga China: 2015
- Equipo Ideal de la Liga de Campeones de la AFC: 2015

## Estadísticas

### Goles con selección nacional
| No | Fecha     | Sede                                        | Rival    | Marcador | Resultado | Torneo                                               |
| -- | --------- | ------------------------------------------- | -------- | -------- | --------- | ---------------------------------------------------- |
| 1. | 9-1-2009  | Estadio Azadi, Teherán, Irán                | Irán     | 1–2      | 1–3       | Amistoso                                             |
| 2. | 29-3-2011 | Centro Deportivo de Wuhan, Wuhan, China     | Honduras | 1–0      | 3–0       | Amistoso                                             |
| 3. | 29-3-2016 | Estadio Provincial de Shaanxi, Xi'an, China | Catar    | 1–0      | 2–0       | Clasificación para la Copa Mundial de Fútbol de 2018 |